# Vivir
Albums de CardiaC
Devaluation of Art
(2002) Levantando a los Muertos
(2006)
Vivir est la deuxième démo du groupe de metalcore et thrash metal suisse CardiaC, après l'EP Devaluation of Art sortie deux ans plus tôt. Elle est sortie en février 2004 avec l'appui du PTR de l'Usine de Genève.

## Liste des morceaux
1. Manifestación
2. Fuel
3. Basta Ya
4. Vivir
5. Puto Presidente